# Ocotelulco
Ocotelulco es un sitio arqueológico mesoamericano, ubicado en el municipio de Totolac en el centro del estado mexicano de Tlaxcala. Se encuentra protegido bajo la jurisdicción del Instituto Nacional de Antropología e Historia (INAH) con el código ZA153 catalogado como monumento histórico. Se localiza a 3 kilómetros de la ciudad de Tlaxcala, a 39 kilómetros de la ciudad de Puebla y a 120 kilómetros  de la Ciudad de México.

## Toponimia
Ocotelulco proviene de la lengua náhuatl significando literalmente al español como «en el altozano del pino» o bien «en el lugar de las bolitas de ocote». Entre otras traducciones, el Fray Toribio de Motolinía, lo interpretó como «en el barrio del pino».

## Historia
La zona arqueológica de Ocotelulco fue explorada profesionalmente en los años 1990, durante las exploraciones hechas por el Instituto Nacional de Antropología e Historia (INAH) se encontró un teocalli, una escalinata estucada y los restos de otra más destruida a raíz de la colonización española. Ocotelulco fue parte de los cuatro señoríos que conformaron la «República de Tlaxcallan» y fue parte importante para la región, gracias a la estancia de «Maxixcatzin». El sitio fue habitado por la cultura teochichimeca-tlaxcalteca durante el siglo XII, para finalmente mudar a Tepeticpac. Se estima que Ocotelulco floreció durante el Período Posclásico mesoamericano, puesto que se hallaron pinturas de deidades como a Xólotl, Quetzalcóatl y Tlahuizcalpantecuhtli. La zona cuenta con 200 metros cuadrados, no obstante, todavía se siguen encontrando vestigios como edificaciones novohispanas del siglo XVI de temática religiosa.

## Exploración y hallazgos
En un lomerío al norte de Tlaxcala se encuentran tres pequeñas poblaciones: San Miguel Tlamahuco, Acxotla del Río y San Francisco Ocotelulco. Bajo estas localidades yacen los vestigios de Ocotelulco, uno de los principales pueblos tlaxcaltecas de la época prehispánica. Su grandeza se evidencia en los cientos de fragmentos de cerámica y alineamientos de piedra dispersos en los predios baldíos de la región, conocidos como "te cercos".

### Antecedentes históricos
Ocotelulco fue un lugar de importancia antes de la conquista de México-Tenochtitlan y la posterior conversión religiosa. Crónicas derivadas de la estancia del ejército español y los franciscanos proporcionan detalles sobre templos, casas nobles, calles y mercados, ofreciendo una visión de la etapa prehispánica y su transformación tras la conquista.

### Exploraciones y descubrimientos
El arquitecto Jorge R. Acosta inició las exploraciones en 1954, encontrando alineamientos de piedra y ladrillo cerca de la iglesia de San Francisco Ocotelulco. En la década de 1970, el Proyecto Arqueológico Puebla-Tlaxcala, dirigido por Ángel García Cook, identificó el antiguo asentamiento y estableció su probable fecha de fundación en el siglo XII.

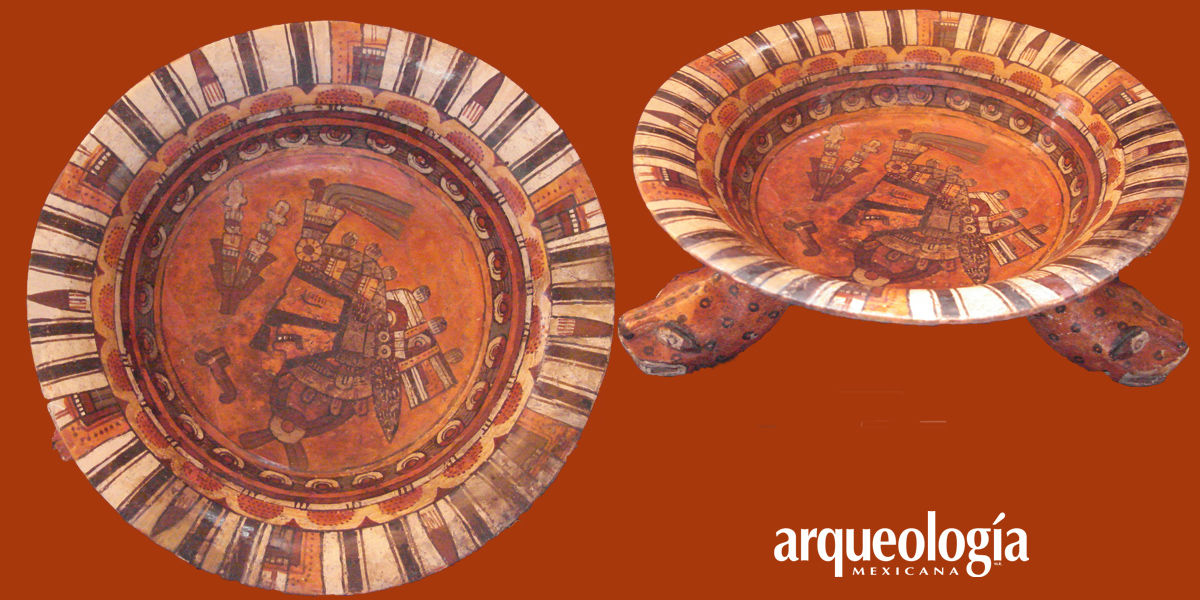
En 1990, en el área B fue localizado este cajete policromo trípode cuyos soportes tienen forma de cabeza de jaguar. En el fondo se ve a Tezcatlipoca. (Ocotelulco)

### Descripción de la Iglesia y Exploraciones de 1990
Aunque la iglesia de San Francisco Ocotelulco fue construida en el siglo XIX, sirve como punto de referencia para las exploraciones arqueológicas. En 1990, se llevaron a cabo exploraciones en las terrazas al norte de la iglesia, donde se encontraron alineamientos de piedra y ladrillo, posiblemente los mismos observados por Acosta décadas antes.

### Hallazgos en el Área A

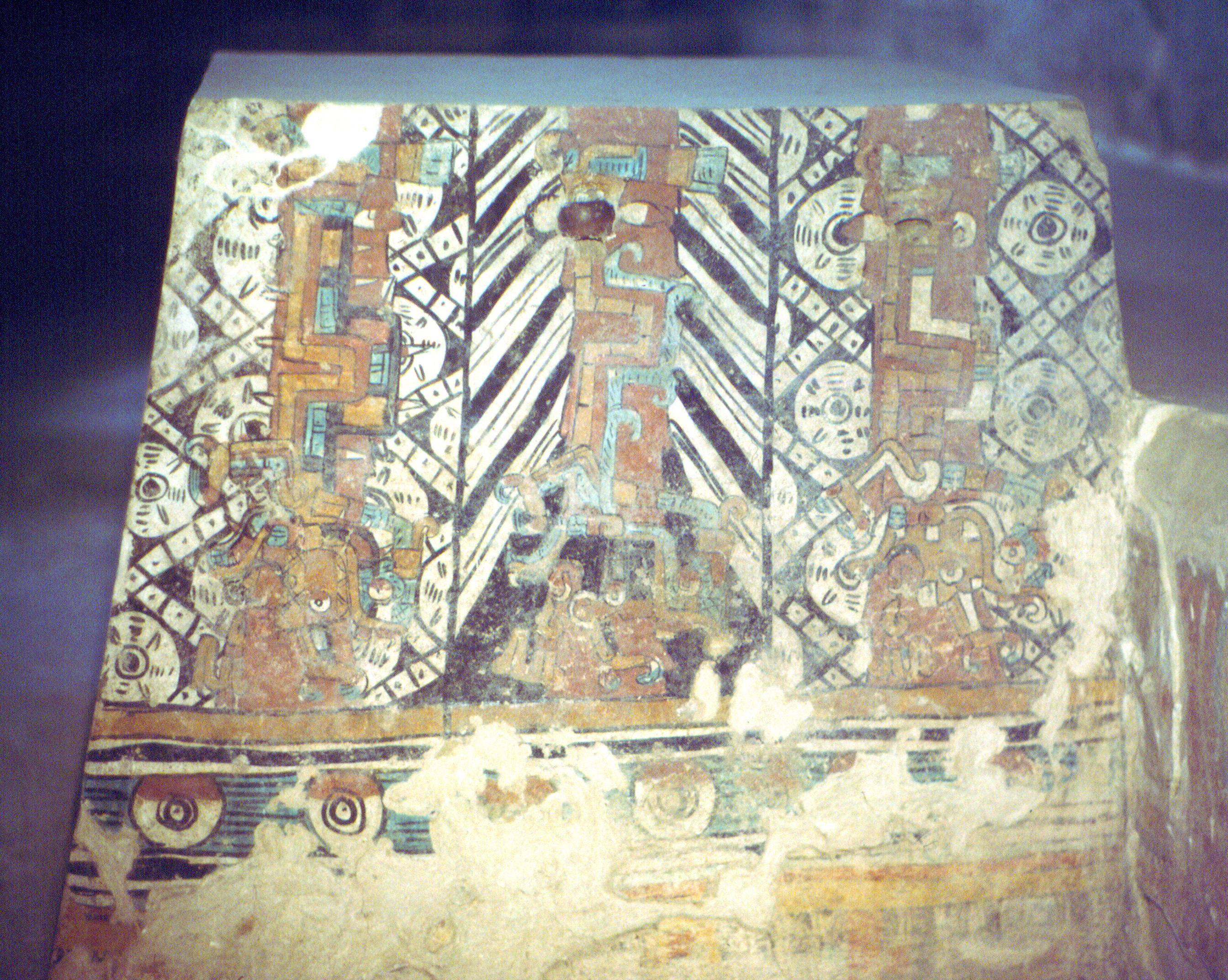
Monolito policromático en la Zona arqueológica

Durante estas exploraciones se descubrieron los restos de un pequeño templo o teocalli en una terraza contigua a la iglesia. Se identificaron tres etapas constructivas, siendo la más antigua un recinto ceremonial con un piso estucado, subestructuras policromadas, una banca y un altar central adosado. El altar, decorado con motivos como torrentes de sangre y representaciones de la deidad Xiuhcóatl, muestra la importancia ceremonial de este espacio.

### Ofrendas y Habitaciones en el Área B

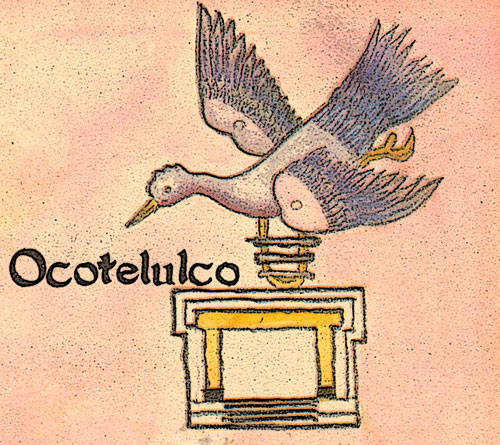
Jeroglífico de Ocotelulco

Al norte del espacio ceremonial se encontraron habitaciones donde se depositaban ofrendas. Se descubrieron piezas cerámicas, huesos de codorniz y un plato policromado que representa a la deidad Tezcatlipoca como un ave. Las habitaciones, construidas sobre plataformas de xalnene, revelan fogones utilizados tanto para rituales como para calentar las viviendas.

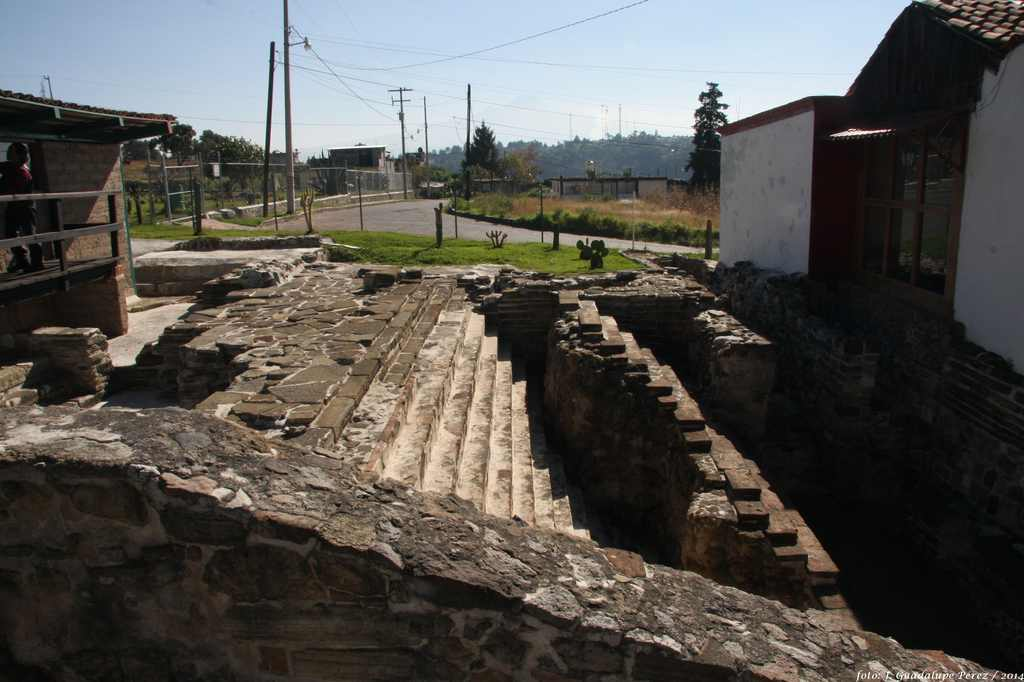
Parte de una pirámide en Ocotelulco